# Filarete

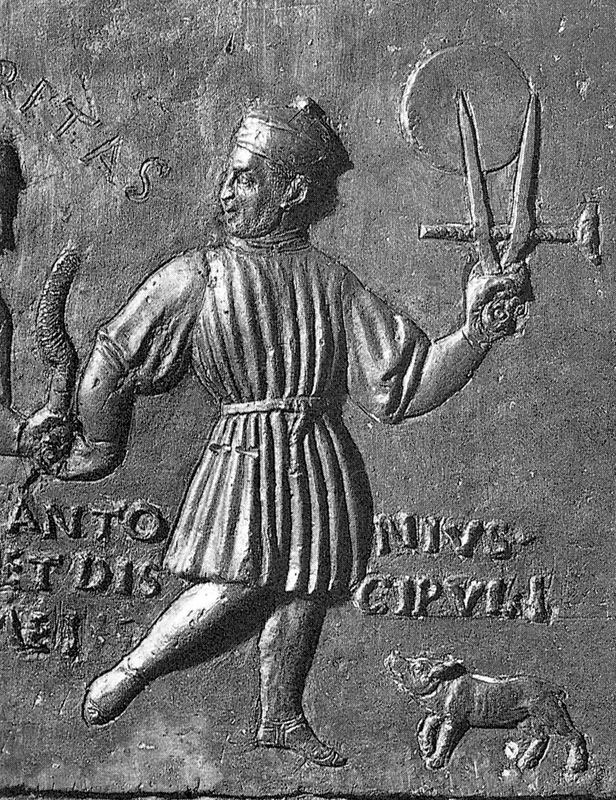
Selbstporträt Filaretes am Portale del Filarete in St. Peter, Rom

Filarete, eigentlich Antonio di Pietro Averlino (* um 1400 in Florenz; † um 1469 in Rom?) war ein italienischer Bildhauer, Medailleur, Ingenieur, Architekt und Architekturtheoretiker der Renaissance; Averlino gab sich den griechischen Namen Filarete (altgriechisch Φιλάρετος Philaretos, deutsch ‚Tugendfreund‘).

## Lebensgeschichte
Filarete ist wahrscheinlich in Florenz geboren und begann dort seine künstlerische Karriere, möglicherweise in der Werkstatt von Ghiberti. Seinen ersten Auftrag als Bildhauer erhielt er von Papst Eugen IV., für den er zwischen 1433 und 1445 ein Bronzeportal für Alt-St. Peter schuf, das später als Hauptportal in den Neubau von St. Peter integriert wurde. Nach einem Aufenthalt in Florenz (1448) und Venedig wurde er auf Empfehlung von Piero di Cosimo de’ Medici von Francesco Sforza nach Mailand berufen. Filarete war maßgeblich an dessen ehrgeizigem Projekt einer städtebaulichen Umgestaltung Mailands beteiligt. Der Aufenthalt in Mailand wurde nur von zwei Bauprojekten Filaretes in Bergamo und in Venedig unterbrochen. Von seinen Plänen wurde nur wenig ausgeführt, seine Bauentwürfe und sein Architekturtraktat sind jedoch für die Architektur der Renaissance und den Städtebau des Barock von besonderer Bedeutung.

## Werk

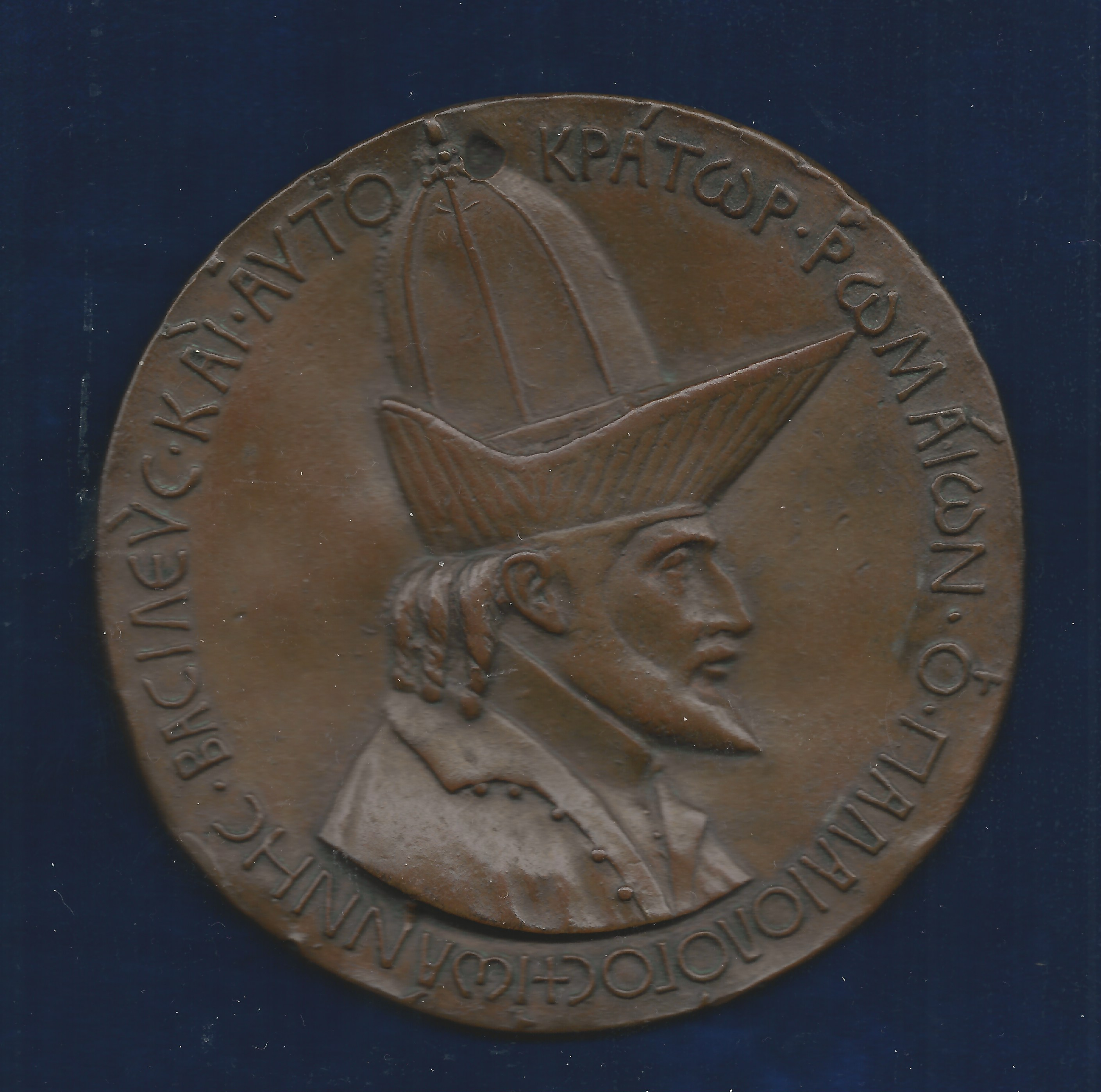
Renaissance Medaille von Filarete (Galvano): 1439 Reise nach Florenz von Johannes VIII. Palaiologos, byzantinischer Kaiser 1425-1448.

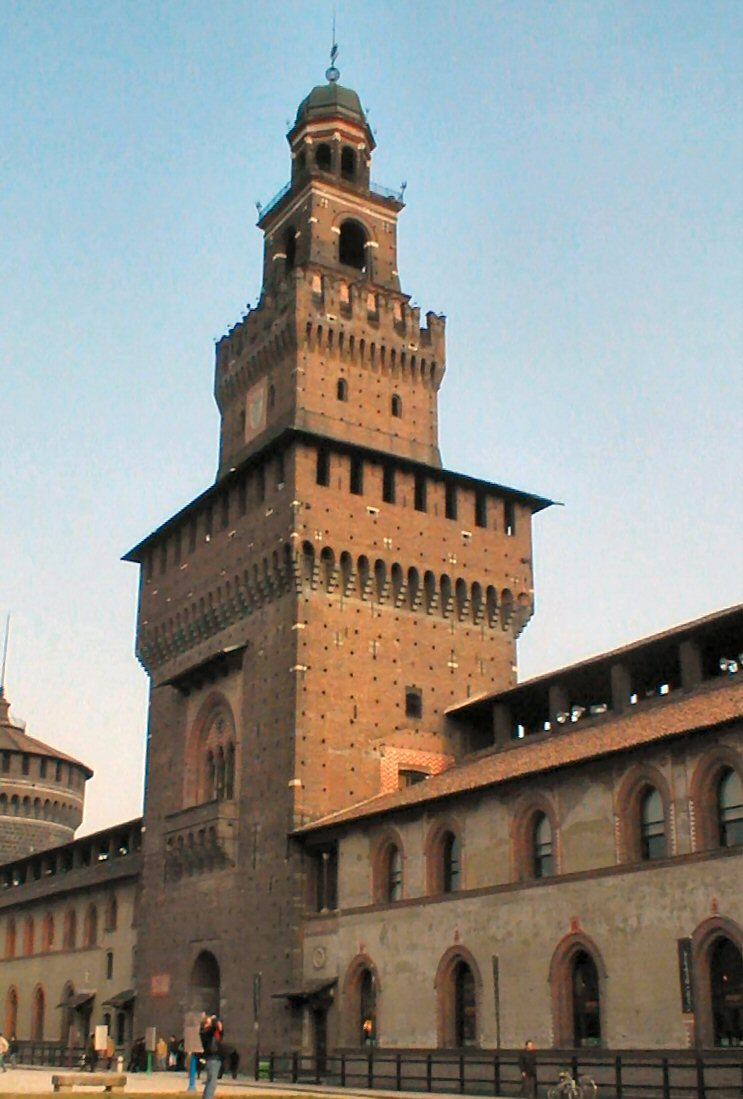
Der Turm des Filarete in Mailand im Castello Sforzesco

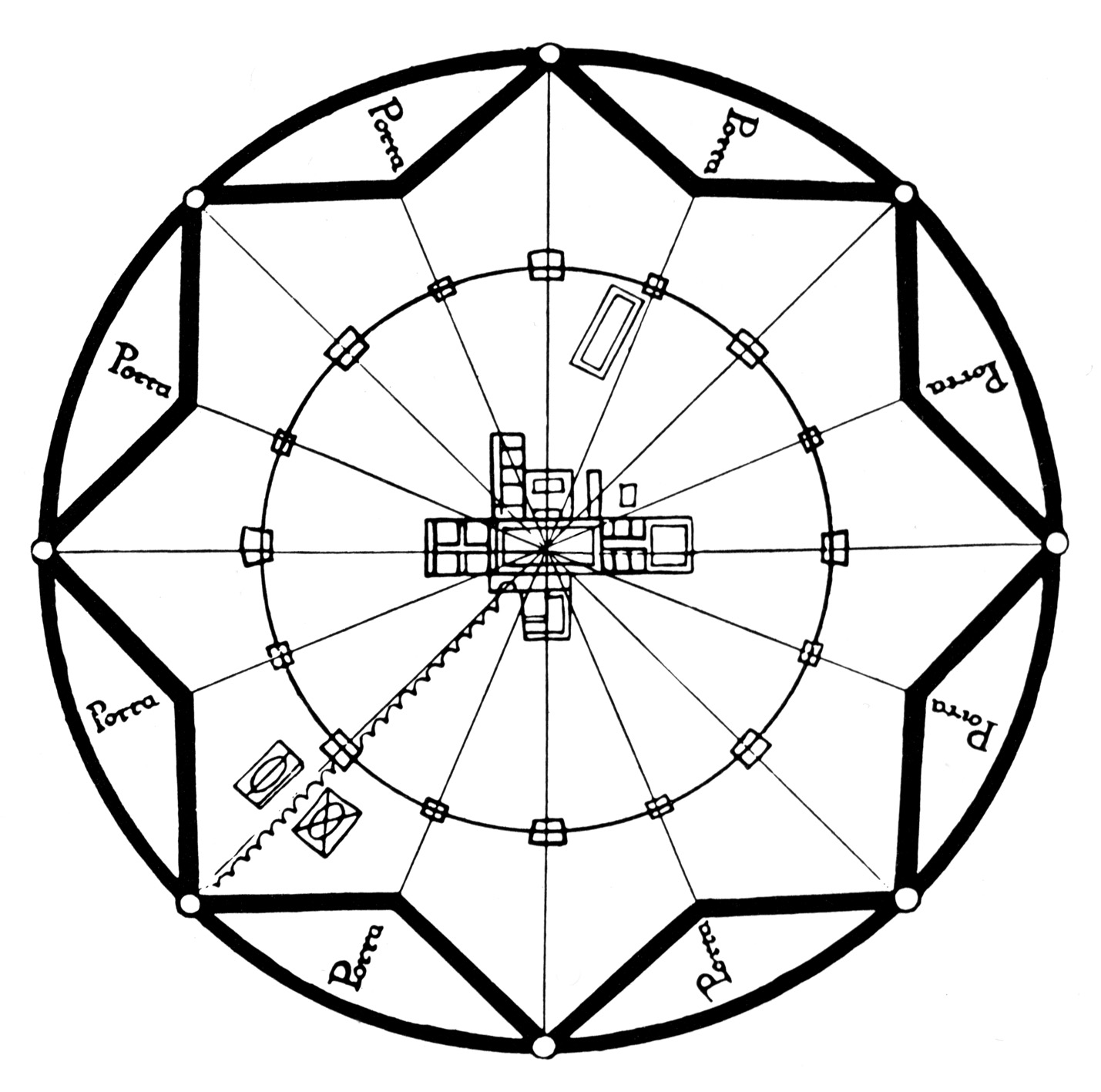
Filarete: Plan für die Idealstadt Sforzinda

Filaretes Trattato d’architettura (Architekturtraktat) in 25 Büchern entstand als eine Kompilation verschiedener Arbeiten bis 1464, Filaretes letztem Jahr im Dienste der Sforza. Es ist Piero de’ Medici und Francesco Sforza gewidmet, in Abhängigkeit von der jeweiligen Handschrift, von denen es insgesamt 12 gibt. Sie sind zwischen dem 15. und 17. Jh. entstanden. In der literarischen Form eines allegorischen Romans wird die ideale Stadt Sforzinda beschrieben. Die Stadt ist unter anderem mit eigenartigen Bauten ausgestattet, wie einem zehnstöckigen Turm der Tugenden und des Lasters – einem Bordell –, in dessen Dachgeschoss sich eine Sternwarte befindet. Außerdem werden Fragen der Ausstattung und der Dekoration von Häusern, des Baumaterials, der Einsatz von Baumaschinen sowie die üblichen Bautechniken der Zeit diskutiert, ebenso grundsätzliche Fragen der Ingenieurkunst und des Festungsbaus behandelt. Das Buch wurde in Abschriften verbreitet und zum ersten Mal im 19. Jahrhundert gedruckt.
Vasari spöttelt über das Buch und hält es für eines der dümmsten Bücher, das jemals geschrieben wurde. Albertis Satire Speculum Principis richtet sich möglicherweise gegen Filaretes Traktat. Die heutige Einordnung fällt deutlich positiver aus: Filaretes Verdienst besteht in der Einführung von Bauplänen, die das Gebäude in seiner Gesamtheit beschreiben. Diese gegenüber der mittelalterlichen Baupraxis grundlegende Neuerung macht die Konstruktionsweise eines Gebäudes nachvollziehbar, die Bauausführung kann auch in Abwesenheit des Baumeisters erfolgen. Filarete unterscheidet sich insofern auch von Brunelleschi, der alle Gebäudeteile aus geometrischen Formen entwickelte.
Eine auf der Basis seiner Idealpläne entworfene Stadt ist Palmanova in der Region Friaul-Julisch Venetien. Zu seinen Bauten gehören die erste Bauetappe des Neubaus des Domes von Bergamo, das Ospedale Maggiore in Mailand sowie der Umbau der Ca’ del Duca in Venedig.